# Geschichtsrevisionismus
Als Geschichtsrevisionismus oder Revisionismus bezeichnet man Versuche, ein wissenschaftlich, politisch und gesellschaftlich anerkanntes Geschichtsbild zu revidieren, indem bestimmte historische Ereignisse wesentlich anders als in der gegenwärtigen Geschichtswissenschaft dargestellt, erklärt oder gedeutet werden. Der Ausdruck Revisionismus stammt ursprünglich aus der Geschichte der deutschen Sozialdemokratie und der Kritik des Staatssozialismus und ist nicht auf Geschichtsdeutung begrenzt. Im englischen Sprachraum bedeutet historical revisionism meist wertfrei eine neue Interpretation historischer Ereignisse auf der Basis neuer empirischer Daten.
Im Unterschied zur quellenbasierten „Revision“ (Korrektur) einer historischen Ereignisdarstellung nehmen Akteure des rechtsextremen Geschichtsrevisionismus aus ideologischen Motiven eine inhaltliche Umdeutung der Vergangenheit vor. Sie deuten besonders die Zeit des Nationalsozialismus um, indem sie die NS-Verbrechen leugnen, relativieren oder verharmlosen. Dazu bedienen sich rechtsextreme Geschichtsrevisionisten bestimmter Manipulationsmethoden der Geschichtsfälschung und Geschichtsklitterung. Zwar wird in der Fachliteratur über den Rechtsextremismus „Revisionismus“ oft mit Holocaustleugnung gleichgesetzt, doch umfasst der an sich verharmlosende Begriff „Revisionismus“ ein breiteres Themenspektrum.

## Verhältnis zur Geschichtswissenschaft
Die Revision bisheriger historischer Sichtweisen durch neu entdeckte Quellen ist gemäß dem kritischen Rationalismus Teil jeder Geschichtsforschung. Da die Darstellung von Geschichte immer von gesellschaftlichen, politischen und persönlichen Bedingungen abhängt, ist eine vollständige und abschließende Erfassung der Vergangenheit unmöglich. Historische Tatsachen sind immer auch interpretierte Tatsachen, so dass jeder Anspruch auf eindeutige und endgültige historische Wahrheit in der Geschichtsforschung selbst als vermessen gilt. Geschichtsbilder hängen immer auch von der Macht ab, sie durchzusetzen, müssen also gerade für die weitere Annäherung an Objektivität revidierbar bleiben. Darum verdächtigen die „Verlierer“ der Geschichte die „Sieger“ oft, wesentliche Quellen zu unterdrücken. Ideologisch motivierte Geschichtsrevisionisten machen sich dies zunutze, stellen das gültige Geschichtsbild als bloß herrschende Meinung dar und geben ihre vorgefassten Deutungen ihrerseits als Fakten aus.
Entgegen ihrer Selbstbezeichnung geht es rechtsextremen Geschichtsrevisionisten nicht um eine wissenschaftliche Korrektur von bisherigen Deutungen der historischen Ereignisse, sondern „um die politisch motivierte Umdeutung durch einseitige, leugnende, relativierende oder verharmlosende Darstellung“ besonders der NS-Zeit. Weil sie sich nicht ergebnisoffen um historische Objektivität bemühen, sondern ein anerkanntes Geschichtsbild insgesamt angreifen, es manipulativ umdeuten, verfälschen und klittern, vermeiden viele Historiker, ihre propagandistische Selbstbezeichnung zu übernehmen. Um solchen Verfälschungen nicht den Anschein legitimer Forschungsergebnisse zu geben, bezeichnen Historiker wie Deborah E. Lipstadt sie bewusst nicht als „Revisionismus“, sondern als „Leugnung“.
Im englischen Sprachraum wird die Bezeichnung historical revisionism auch wertfrei für wissenschaftliche Bemühungen verwendet, Voreingenommenheiten und einen vermeintlichen Sonderstatus in verschiedenen Nationalgeschichten zu überwinden. So trugen revisionistische Historiker in Staaten, die vormals Kolonien waren, etwa in Amerika oder Australien, entscheidend dazu bei, weit verbreitete Missverständnisse über indigene Völker in Frage zu stellen. Der amerikanische Historiker James M. Banner Jr. vertritt die These, weil der Blick der Menschen auf ihre Vergangenheit sich ständig ändere, sei alle Geschichte revisionistisch.

## Deutschland
Auf die deutsche Geschichte bezogen, versuchen Geschichtsrevisionisten vor allem, die Ursachen, Verläufe und Folgen beider Weltkriege umzudeuten. Sie bestreiten regelmäßig jede besondere Verantwortung deutscher Regierungen dafür und richten oft Ansprüche auf ehemalige deutsche Gebiete oder Großmachtambitionen wieder auf. Viele von ihnen bestreiten, verharmlosen und relativieren auch die Verbrechen des Nationalsozialismus und leugnen oder relativieren den Holocaust. Damit versuchen sie, die „Deutungshoheit“ über die NS-Zeit zu gewinnen und das wissenschaftlich gesicherte Geschichtsbild dazu durch ein Geschichtsbild des Neonazismus zu ersetzen. Ihr Ziel ist die Bagatellisierung der deutschen Kriegsschuld, etwa durch die Präventivkriegsthese, und die Holocaustleugnung. Obwohl kein reputabler Historiker an diesen Versuchen teilnahm, gelang den Geschichtsrevisionisten seit etwa 1980 eine internationale Vernetzung und Etablierung ihrer Thesen in pseudowissenschaftlichen Instituten.

### Zum Ersten Weltkrieg
Während des Ersten Weltkriegs wurde der Kriegsbeginn außenpolitisch den Kriegsgegnern Deutschlands, die Kriegsniederlage innenpolitisch gezielt Demokraten und Juden angelastet. Die seit 1919 verbreitete Dolchstoßlegende sollte die tatsächlichen Ursachen der Kriegsniederlage leugnen und deren Folgen revidieren: Damit war meist die Ablehnung der Weimarer Republik und der demokratischen Kontrolle von Militär und Justiz verbunden.
Der Vertragsrevisionismus wollte die im Friedensvertrag von Versailles von 1919 geforderten Reparationen und Gebietsabtretungen revidieren. Dies war ein erklärtes Ziel aller deutschen Regierungen der Weimarer Republik. Dazu wurde die Debatte um die Kriegsschuldfrage von staatlicher Seite mit der gezielten Herausgabe Deutschland entlastender Dokumente beeinflusst; Belastendes wurde entsprechend zurückgehalten.
In einem Historikerstreit über die Rolle der USA im Ersten Weltkrieg griffen die US-Historiker Sidney Bradshaw Fay, Charles A. Beard und Harry Elmer Barnes seit 1920 das in den USA geltende Geschichtsbild an, wonach der Erste Weltkrieg von Deutschland provoziert worden sei, während die USA maßgeblich zum Kriegsende beigetragen und Europa mit dem Völkerbund Friedenschancen eröffnet hätten. Dieser Internationalismus Woodrow Wilsons wurde nun als „Fortsetzung des Imperialismus mit anderen Mitteln“ beurteilt. Die meisten US-Historiker hatten dagegen gerade den Rückzug der USA aus den Verhandlungen von Versailles als Isolationismus mit negativen Folgen bewertet.
Barnes besuchte Deutschland 1926 für eine Vortragsreise und fand dort für sein Bestreiten der deutschen Kriegsschuld und seine Forderung, die „Schande“ des Kriegsschuldparagraphen im Versailler Vertrag aufzuheben, begeisterte Zustimmung. Er traf mit Wilhelm II. zusammen, der jedoch nicht wie Barnes Großbritannien und Frankreich, sondern das „Weltjudentum“ und die Freimaurer für den Kriegsausbruch 1914 verantwortlich machte.
Die allgemeine Überzeugung von einer Kriegsschuldlüge der Alliierten und Kriegsunschuld des Kaiserreichs wurde erst nach 1945 allmählich hinterfragt und korrigiert. Geschichtsrevisionisten greifen jedoch oft auf Propaganda der Weimarer Zeit zurück oder berühren sich inhaltlich mit ihr. So versuchten etwa Otto Ernst Remer und Erich Kern, den Zusammenbruch des Deutschen Reichs den als „Drahtziehern“ der Novemberrevolution dargestellten Führern der Arbeiterbewegung anzulasten.

### Zum Zweiten Weltkrieg
Nicht zuletzt aufgrund einer verbreiteten Abneigung gegen alliierte Bestrafungsmaßnahmen entwickelte sich die frühe Bundesrepublik zu einem Eldorado für Nationalisten und rechte Geschichtsrevisionisten. Einige deutsche Autoren versuchen seit den 1950er Jahren, den Nationalsozialismus zu rehabilitieren, indem sie die kriegstreibende, kriegsauslösende und kriegführende Politik des NS-Regimes bestreiten oder relativieren. Dies unternahm Hans Grimm mit seinen Büchern Die Erzbischofschrift. Antwort eines Deutschen (1950) und Warum – woher – aber wohin. Vor, unter und nach der geschichtlichen Erscheinung Hitler (1954).
Annelies von Ribbentrop, die Witwe des 1946 hingerichteten Außenministers Joachim von Ribbentrop, gab 1954 Aufzeichnungen aus seinem Nachlass unter dem Titel Zwischen London und Moskau heraus. 1958 veröffentlichte sie das Buch Verschwörung gegen den Frieden. Beide leugneten die Schuld der Regierung Adolf Hitlers am Zweiten Weltkrieg.
In den frühen 1960er Jahren erschienen in rascher Folge die Bücher von Erich Kern Von Versailles zu Adolf Hitler. Der schreckliche Friede in Deutschland (1961), Opfergang eines Volkes. Der totale Krieg (1962), Verrat an Deutschland. Spione und Saboteure gegen das eigene Vaterland (1963), Deutschland im Abgrund (1963) und Verbrechen am deutschen Volk (1964). Darin stellte der Autor den Versailler Vertrag von 1919 als Ursache des Nationalsozialismus und des Zweiten Weltkriegs dar. Für die deutsche Niederlage darin machte er die innerdeutschen Gegner des NS-Regimes verantwortlich, vor allem die Rote Kapelle und die Attentäter des 20. Juli 1944.
Harry Elmer Barnes vertrat schon in den 1940er Jahren einen radikalen Isolationismus und warf Franklin Delano Roosevelt vor, er habe den Eintritt der USA in den Zweiten Weltkrieg „herbeigelogen“. Nach 1945 näherte sich Barnes sukzessive rechtsextremen Positionen an, indem er die Schuld am Zweiten Weltkrieg den Alliierten und den „Zionisten“ gab und sich zum Holocaustleugner entwickelte. In den 1950er Jahren war Barnes ein Förderer des jungen amerikanischen revisionistischen Geschichtswissenschaftlers David L. Hoggan.
Dieser hatte 1948 eine wenig beachtete Dissertation über die polnisch-deutschen Beziehungen am Vorabend des Zweiten Weltkriegs geschrieben, in der er Hitler eine friedliebende Haltung zuschrieb, Deutschland von der Schuld an der Entstehung des Zweiten Weltkriegs freisprach und die Verfolgung der Juden und den Holocaust leugnete. Hoggan stellte in dem Buch die britische Regierung und den polnischen Außenminister Józef Becks als Kriegstreiber dar. Barnes, der Hoggan kennengelernt hatte, unterstützte dessen Ansichten und veranlasste ihn, seine Dissertation zu erweitern und inhaltlich zuzuspitzen. Da kein amerikanischer und englischer Verlag das Buch veröffentlichen wollte, wurde es bei dem deutschen Grabert Verlag herausgebracht. Grabert ließ den Text übersetzen und 1961 unter dem Titel Der erzwungene Krieg veröffentlichen. Die Kosten dafür wurden mit Hilfe von Barnes finanziert. Die systematische Fälschung und Verzerrung seiner Quellen wurde in den 1960er Jahren von Hermann Graml und anderen Historikern vom Institut für Zeitgeschichte nachgewiesen. Gleichwohl verbreiten deutsche und US-amerikanische Rechtsextremisten und Holocaustleugner Hoggans Thesen weiter.
Heinz Roth veröffentlichte im Eigenverlag Anfang der 1970er Jahre die Schriftenreihe Auf der Suche nach der Wahrheit mit Einzeltiteln wie Wieso waren wir Väter Verbrecher?“, „Was hätten wir Väter wissen müssen? oder Was geschah nach 1945? Darin zitierte und kommentierte er ältere geschichtsrevisionistische Literatur und machte sie damit im Rechtsextremismus populär.
Der Hitlerbiograf David Irving bestritt in seinem Buch Hitler’s War (1977) Hitlers Initiative beim Zweiten Weltkrieg und wies Winston Churchill die Hauptschuld zu. Seit 1988 wurde er auch zu einem der bekanntesten, in mehreren europäischen Staaten verurteilten Holocaustleugner.
Alfred Schickel macht in vielen Publikationen primär US-Präsident Franklin D. Roosevelt für den Zweiten Weltkrieg verantwortlich. Dieser habe schon am 5. Oktober 1937 in der Quarantäne-Rede dazu aufgerufen, die faschistischen und kommunistischen Diktaturen zu isolieren. Erst auf seinen Druck hin hätten Briten und Franzosen ihre Appeasement-Politik am 31. März 1939 zu Gunsten einer Garantieerklärung für Polens Grenzen aufgegeben. Dies hätten die Polen als „Blankoscheck“ für deutschfeindliche „Provokationen“ aufgefasst. Sie hätten zudem Teilungspläne für Deutschland erwogen und geplant, die Deutschen zu vertreiben, wie es 1945 dann geschehen sei. Hitler sei am 1. September 1939 einem bevorstehenden polnischen Angriff „zuvorgekommen“, habe aber schon am 5. Oktober 1939 ein „großzügiges Friedensangebot“ an die Westmächte gerichtet. Hätten diese es angenommen, wäre der Zweite Weltkrieg „vermeidbar“ gewesen.
Im Gefolge der Thesen Ernst Noltes veröffentlichte der ehemalige HJ-Führer und Wehrmachtoffizier Max Klüver sein Buch Präventivschlag 1941. Zur Vorgeschichte des Russlandfeldzuges im Verlag des Rechtsextremisten Gert Sudholt. Als erklärter Vertreter eines „Revisionismus in der Zeitgeschichte“ (Referatstitel beim Jahreskongress der Gesellschaft für Freie Publizistik 1987) schrieb er auch über Roosevelt oder Vansittart? Zur Kriegsschulddebatte der nonkonformen Geschichtsschreibung. Seine Publikationen leugnen die deutsche Kriegsschuld und behaupten in politischer Einseitigkeit und unwissenschaftlicher Vorgehensweise, Hitler sei friedenswillig gewesen, während seine späteren Gegner zum Krieg getrieben hätten.
Auch der Historiker Stefan Scheil relativiert Hitlers Aggressionspolitik. Diese wird meist mit angeblichen westlichen oder östlichen Kriegsplänen, wirtschaftlichen Erpressungen und Provokationen gegen das Deutsche Reich vor 1939 begründet. Seit 1998 gab der ehemalige Dozent an der Universität der Bundeswehr München, Franz W. Seidler, mehrere Bücher heraus, die Verbrechen der Wehrmacht in Osteuropa als objektiv begründete Abwehrmaßnahmen gegen Partisanen rechtfertigten. Seidler berief sich dazu auf Wehrmachtpropaganda und veröffentlichte seine Thesen auch in rechtsextremen Zeitschriften.
Der ehemalige Generalmajor der Bundeswehr Gerd Schultze-Rhonhof stellte Frankreich und Großbritannien in seinem Werk 1939. Der Krieg, der viele Väter hatte als die eigentlich Schuldigen am Zweiten Weltkrieg dar. Dabei stützte er sich auf die Traktate David Hoggans und Erich Kerns, nicht auf seriöse historische Forschungsliteratur. Der Historiker Christian Hartmann attestierte Schultze-Rhonhof eine „Mischung aus Unkenntnis, Voreingenommenheit und Ignoranz“ und Interpretationen, „die weniger im Bereich der Forschung als in dem von Ideologie und Propaganda angesiedelt sind.“
Versuche, die deutsche Kriegsschuld zu relativieren, finden auch in der Neuen Rechten Zustimmung.

### „Jüdische Kriegserklärungen“
Die Umdeutung der deutschen Kriegsinitiative zur Reaktion auf angebliche Kriegspläne anderer war Hauptmotiv der NS-Propaganda. Besonders die Behauptung einer „jüdischen Kriegserklärung“ diente ihnen zur Rechtfertigung ihrer Verfolgungs- und Völkermord-Politik. So nahmen sie einen angekündigten Boykottaufruf einiger Londoner Händler zum willkommenen Vorwand für den Judenboykott vom 1. April 1933. Ein Artikel der britischen Boulevardzeitung Daily Express hatte am 24. März 1933 unter der irreführenden Überschrift Judea declares war on Germany („Judäa erklärt Deutschland den Krieg“) über einen erwogenen Boykottaufruf britischer Juden gegen deutsche Waren und Produkte berichtet, den deren Vertreter jedoch am 27. März 1933 ausdrücklich ablehnten. Diese Verschwörungstheorie wurde bereits von der NS-Propaganda zur Rechtfertigung der Novemberpogrome 1938 verwendet.
Als jüdische Kriegserklärung deuten Geschichtsrevisionisten auch einen Brief von Chaim Weizmann, dem damaligen Vorsitzenden der Jewish Agency, an den britischen Premierminister Arthur Neville Chamberlain vom 2. September 1939. Darin versicherte Weizmann angesichts des am Vortag begonnenen deutschen Überfalls auf Polen, alle Juden würden an Englands Seite stehen. Auch Ernst Nolte bewertete diese Solidaritätsbekundung im expliziten Anschluss an David Irving als „Kriegserklärung der Juden“ an das Deutsche Reich und stellte die mit Kriegsbeginn eskalierende Judenverfolgung des NS-Regimes als „berechtigte Gegenmaßnahme“ dazu dar.
Eine weitere These gibt den britischen und amerikanischen Juden die Schuld an den Auflagen des Versailler Vertrags von 1919 und beschreibt diese als Ursache des Aufstiegs der Nationalsozialisten und damit des Zweiten Weltkriegs. Dies vertrat etwa der französische Holocaustleugner Paul Rassinier. In ähnlicher Weise deutete schon das NS-Regime den Morgenthauplan zur Deindustrialisierung und Entmilitarisierung Deutschlands nach seinem Bekanntwerden am 21. September 1944 als „Judas Mordplan“ zur „Versklavung Deutschlands“, um damit ihre Durchhaltepropaganda zu begründen.
Besonders antisemitische Geschichtsrevisionisten kolportieren solche und andere Thesen weiter, um in nationalsozialistischer Tradition die Täter-Opfer-Umkehr zu betreiben und „die Juden“ für den Zweiten Weltkrieg und den Holocaust verantwortlich zu machen. Die deutschen Verbrechen sollen so als reine Verteidigung und „Notwehr“ gegen eine Verschwörung eines angeblichen „Weltjudentums“ gerechtfertigt werden.

### Leugnen des Holocausts
Holocaustleugnung ist der Hauptbestandteil und die extremste Form des Geschichtsrevisionismus seit 1945. Sie umfasst das Bestreiten von einzelnen oder mehreren wesentlichen Teilaspekten des Holocaust unter Vortäuschung wissenschaftlicher Arbeitsweisen:
- Die ermittelten Opferzahlen von etwa sechs Millionen ermordeter Juden werden in der Regel auf einige Hunderttausend reduziert.
- Als Todesursachen werden Epidemien, Seuchen, Kriegshandlungen oder einzelne unautorisierte Gewaltexzesse behauptet; eine systematische Vernichtungsabsicht des NS-Regimes wird bestritten.
- Giftgaseinsatz und Gaskammern in den Vernichtungslagern werden entweder ganz bestritten oder ihr Zweck wird umgedeutet: Sie seien nur zur Schädlingsbekämpfung gebaut und technisch nicht zum Töten von Menschen geeignet gewesen. Diese Form der Leugnung wurde früher missverständlich „Auschwitzlüge“ genannt.
- Das NS-Regime habe den Völkermord an den europäischen Juden weder beabsichtigt noch geplant, folglich auch nicht eingeleitet und durchgeführt. Ausgangspunkt dafür ist die Behauptung, Adolf Hitler hätte diesen Völkermord im Führerstaat schriftlich befehlen und dieser Befehl hätte gefunden werden müssen.

Seit den 1970er Jahren entwickelten Holocaustleugner ihre Methoden der Geschichtsfälschung weiter: Reine „Erlebnisberichte“ wurden von pseudowissenschaftlichen, als Fachliteratur ausgegebenen Publikationen abgelöst. Zum Ausnutzen vermeintlicher oder realer Widersprüche in Zeugenaussagen kamen naturwissenschaftlich-technisch aufgemachte „Gutachten“. Institute wurden gegründet, um die eigenen Fälschungen als Teil der historischen Forschung auszugeben. Dabei sind die verschiedenen Argumentationsweisen im Kern antisemitisch: Juden sollen den Holocaust ganz oder teilweise erfunden haben, um Deutschland zu unterjochen und finanziell zugunsten des Staates Israel auszupressen. Um dies plausibel zu machen, sind die Holocaustleugner auf die Verschwörungstheorie eines Weltjudentums angewiesen. Auch die weltweiten Forschungsergebnisse zum Holocaust, die der Leugnung keinen Raum lassen, werden folglich auf eine verschwörerische Absprache und/oder manipulative Beeinflussung durch „die Juden“ zurückgeführt. Folglich erklären Holocaustleugner alle wesentlichen Dokumente des Holocausts zu Fälschungen, so die Baupläne der Vernichtungslager, Aussagen des Lagerkommandanten Rudolf Höß zu den Opferzahlen im KZ Auschwitz-Birkenau, das einzige erhaltene Protokoll der Wannseekonferenz, das Tagebuch der Anne Frank und weitere.
Zentren ihrer eigenen Fälschungen sind zum Beispiel die „Zeitgeschichtliche Forschungsstelle Ingolstadt“ (ZFI; gegründet 1981), das Adelaide Institute in Australien, das Institute for Historical Review in Kalifornien und das Institut Vrij Historisch Onderzoek (VHO) in Belgien. International bekannte Holocaustleugner sind unter anderen Harry Elmer Barnes, David Irving, Fred A. Leuchter, Germar Rudolf, Fredrick Toben und Ernst Zündel. Publikationen von Geschichtsrevisionisten werden zum Teil vom Verfassungsschutz beobachtet, einige sind verboten.

### Relativieren des Holocausts
Der Historiker Ernst Nolte löste 1986 einen bundesdeutschen Historikerstreit aus: Er deutete den deutschen Krieg gegen die Sowjetunion 1941–1945 als präventive Abwehrmaßnahme der Nationalsozialisten gegen einen von diesen befürchteten Krieg der Sowjetunion gegen Deutschland. Auch die Einrichtung der nationalsozialistischen Konzentrations- und Vernichtungslager deutete er als Reaktion auf die Gulags Josef Stalins. Damit verschob er den Fokus von innerdeutschen auf außerdeutsche Ursachen der Kriegsverbrechen und des Völkermordes in der NS-Zeit.
In seinem 1987 veröffentlichten Werk Der europäische Bürgerkrieg relativiert Nolte den Holocaust in mehrfacher Hinsicht:
- Das nationalsozialistische Ziel, die Juden zu vernichten, sei als „Strafe und Präventivmaßnahme“ eine „unmittelbare Konsequenz“ des ideologischen „Postulats der Klassenvernichtung“ in der Sowjetunion gewesen.
- Der Antisemitismus sei eine „Zuspitzung des Antibolschewismus und erst recht des Antimarxismus“ gewesen, bei dem Kommunisten und Juden gleichgesetzt wurden.
- Die Betrachtung der Juden als Volk, nicht als Konfession, sei Folge des jüdischen Selbstverständnisses: Auch der Zionismus betrachte die Juden als Volk.
- Demgemäß habe die Volkstumspolitik vor 1939 diese Sicht politisch durchsetzen sollen. Staatliche Maßnahmen wie der Judenboykott seien eine „Form des Klassenkampfes und der Klassenenteignung“ gewesen. Die Nürnberger Gesetze seien aus Angst vor „Zersetzung“ oder „Vergiftung“ des eigenen, als höherwertig betrachteten Volkes entstanden.
- Die Deportation von Juden aus Deutschland ab Ende 1941 hätte auf einen Appell sowjetischer Juden an alle Juden der Welt reagiert, die Alliierten im Kampf gegen das nationalsozialistische Deutschland zu unterstützen: Deutsche Juden seien daher fortan als Kriegspartei betrachtet worden. Auch die USA und Kanada hätten damals eigene Staatsbürger japanischer Herkunft und deutsche Emigranten interniert, da sie als mögliche Verbündete ihrer Feinde galten. Jedoch habe die deutsche Kennzeichnung mit dem Judenstern zusätzlich auf mittelalterliche Methoden zurückgegriffen.
- Das „starke Engagement vieler Juden für die Sache des Kommunismus während des Krieges“ sei nicht zu bestreiten.
- Die Massenerschießungen der Einsatzgruppen während des Deutsch-sowjetischen Krieges hätten die Juden daher als Hauptträger des Partisanenkampfes behandelt, da man beide ungeprüft identifiziert habe. So seien dem Massaker von Babyn Jar große Anschläge von Truppen der Roten Armee in Kiew vorausgegangen.
- Dass sie dabei alle Juden umzubringen versuchten, sei ebenfalls eine Reaktion auf sowjetische Massaker:

„Wenn die Gegenrevolutionäre sich die Revolutionäre zum Vorbild nehmen, müssen sie weit schlimmere, weil quantitativ umfassendere Taten begehen.“

So sei der Holocaust letztlich die „biologistisch umgeprägte Kopie des sozialen Originals“.
In diesem Zusammenhang sah Nolte auch Thesen von ausländischen Holocaustleugnern wie Paul Rassinier und Robert Faurisson als „ernste Zweifel“, die die „etablierte Literatur“ als „andere Seite“ berücksichtigen müsse:
- Ob Vergasung in Konzentrationslagern von Beginn an Morde an Menschen oder Ungezieferbekämpfung meinte, sei fraglich.
- Deren technische Durchführbarkeit sei bisher kaum untersucht worden.
- Ob das Protokoll der Wannseekonferenz echt sei, sei ebenfalls fraglich, da Heydrich in der Anwesenheitsliste fehle und am selben Tag um 19:00 Uhr wichtige Termine in Prag wahrnehmen musste.
- Die Opferzahlen der Konzentrationslager Auschwitz und der Anteil jüdischer Opfer seien ungeklärt.[27]

In einem „Spiegel“-Interview antwortete Nolte auf die Frage, ob er Zweifel an der gezielten Massenvernichtung der Juden durch Gas hege: „Das ist ein besonders heikler Punkt. Ich kann nicht ausschließen, dass die meisten Opfer nicht in den Gaskammern gestorben sind, sondern dass die Zahl derer vergleichsweise größer ist, die durch Seuchen zu Grunde gingen oder durch schlechte Behandlung und Massenerschießungen. Ich kann nicht ausschließen, dass die Untersuchung der Gaskammern auf Blausäurespuren, die der amerikanische Ingenieur Fred Leuchter als erster vorgenommen hat, wichtig ist.“ Damit bezog sich Nolte auf den sogenannten Leuchter-Report, eine als „Gutachten“ verbrämte pseudowissenschaftliche Holocaustleugnung von einem sich zu Unrecht als Ingenieur bezeichnenden technischen Laien.
Eine weitere Form der geschichtsrevisionistischen Relativierung ist die Täter-Opfer-Umkehr, indem eine wesentliche Beteiligung von Juden an den NS-Verbrechen behauptet wird. Zum Beispiel behauptete die rechtsextreme Holocaustleugnerin Ingrid Weckert in einem indizierten Buch, die „Reichskristallnacht“ sei von zionistischen Organisationen in Gang gesetzt worden.

### Historische Einordnung und Kritik
Auf deutsche Geschichte bezogener Geschichtsrevisionismus gilt für den deutschen Verfassungsschutz als zentraler und einigender Bestandteil des Rechtsextremismus. Für den Historiker Wolfgang Benz ist er eine „Hilfsideologie im Dienste rechtsextremer Ziele mit dem Anspruch, Geschichte zu ‚entkriminalisieren‘ und das Geschichtsbild durch Fälschung und Manipulation zu schönen.“ Besonders die „Auschwitzlüge“ sei der zentrale Hebel, mit dem „Hitler-Apologeten, Alt- und Neonazis und Nationalisten das historische Bild des Nationalsozialismus retuschieren wollen.“ Die Verharmlosung der Verbrechen der SS ist immer wieder auch ein beliebtes Motiv rechtspopulistischer Politiker sowohl in Deutschland (AfD) als auch in Österreich (FPÖ).
Das Bundesministerium des Innern definierte Geschichtsrevisionismus 2009 als eine allen Rechtsextremisten gemeinsame Bestrebung, die Verbrechen des Nationalsozialismus „in einem günstigeren Licht erscheinen“ zu lassen und das Geschichtsbild zur NS-Zeit in eine wohlwollende und rechtfertigende Betrachtung umzuschreiben. Im weiteren Sinn leugneten Geschichtsrevisionisten die Schuld des NS-Regimes am Zweiten Weltkrieg und seinen verbrecherischen Charakter, im engeren Sinn den Holocaust. Dazu verwendeten sie unter dem Vorwand einer Überprüfung historischer Tatsachen gefälschte oder einseitig interpretierte Dokumente, unterschlügen Belege für NS-Verbrechen, überbetonten positiv bewertete Aspekte des NS-Regimes und setzten den Holocaust mit Verbrechen der alliierten Siegermächte gleich.

## Frankreich
In Frankreich richtet sich Geschichtsrevisionismus meist auf verfälschende Darstellung der historischen Rolle Napoleon Bonapartes, der kolonialen Vergangenheit des Landes, der Beteiligung der Vichy-Regierung an deutschen Verbrechen der damaligen Zeit sowie auf den Negationismus durch meist dem Front national nahestehende Personen.
Als eine Form von staatlich angeregtem Geschichtsrevisionismus kann ein am 23. Februar 2005 von der Französischen Nationalversammlung verabschiedetes Gesetz (Artikel 4 in Gesetz Nummer 158), welches die „positive Rolle“ der Kolonisation in der Geschichte Frankreichs festschreibt, gesehen werden. Universitäten und Schulen sind darin aufgefordert, den französischen Kolonialismus positiv darzustellen und den französischen Gefallenen der Kolonialkriege ein „ehrendes Andenken“ zu bewahren. Eine objektive Auseinandersetzung mit der Rolle Frankreichs in Algerien, und damit auch mit der Frage einer eventuellen historischen Schuld speziell im Algerienkrieg, wird damit erschwert.

## Italien
In Italien spricht man bisweilen von Geschichtsrevisionismus in Bezug auf neue Deutungen des italienischen Faschismus und der Resistenza. So erhoben manche Historiker gegenüber dem Faschismus-Forscher Renzo De Felice und seinen Schülern den Vorwurf, Geschichtsrevisionismus zu betreiben. Auch Roberto Vivarelli wird von manchen Autoren als Revisionist wahrgenommen.

## Japan
In Japan versuchen Geschichtsrevisionisten die Kriegsverbrechen des japanischen Kaiserreiches wie das Massaker von Nanking herunterzuspielen und die japanische Invasion Chinas im Zweiten Weltkrieg als berechtigte Reaktion gegen westlichen Imperialismus darzustellen. Auch der Erste Japanisch-Chinesische Krieg wird bisweilen zugunsten von Japans Rolle umgedeutet.
Bei der Darstellung von Korea unter japanischer Herrschaft wird die 1910 erfolgte Verschleppung und Vergewaltigung sogenannter koreanischer Trostfrauen besonders häufig ausgeblendet. Die Diskussion, wie vergangene japanische Verbrechen und deren Aufarbeitung sich zur Bildung eines „gesunden Nationalismus“ (kenzen na nashonarizumu) verhält, führte zu mehreren Auseinandersetzungen darüber, ob geschichtsrevisionistische Ansichten in Schulbüchern zu tolerieren oder zu entfernen seien (siehe Japanischer Schulbuchstreit und Nippon Kaigi).

## Russland
Im heutigen Russland bewerten einige Historiker die Planung und Strategie der Roten Armee vor dem deutschen Überfall auf die Sowjetunion (22. Juni 1941) als Vorbereitung eines Präventivschlags. Sie glauben entgegen den Quellen und Eigenaussagen der Autoren, dass ein entsprechender Entwurf hoher sowjetischer Generäle vom 17. Mai 1941 von Josef Stalin gebilligt und von der Armeeführung umgesetzt worden sei. Die Geschichtswissenschaft hat die Präventivkriegsthese, mit der schon die NS-Propaganda den Überfall der Wehrmacht rechtfertigte, widerlegt. Vor allem im deutschsprachigen Rechtsextremismus wird sie weiter vertreten.
Ferner gibt es in Russland enorme gesellschaftliche Kontroversen bezüglich der Stalinistischen Säuberungen. Zum einen wird die Zahl der Opfer teilweise drastisch überhöht. Dies geschieht nicht selten aufgrund einer radikalen Ablehnung der Sowjetunion und des Kommunismus. Zum anderen gibt es Versuche, die Opferzahlen als deutlich niedriger und die Stalinistischen Säuberungen insgesamt als notwendig darzustellen. Auch die These, nur tatsächliche Straftäter seien davon betroffen gewesen, erfreut sich bis heute großer Beliebtheit und wird auch von Politikern der Kommunistischen Partei der Russischen Föderation vertreten. Die Thesen ähneln häufig der Holocaustleugnung.

## Türkei
Der Völkermord an den Armeniern (1915–1917) im Osmanischen Reich wird in der heutigen Türkei offiziell bestritten. Dies bestimmt auch den schulischen Geschichtsunterricht, auch an überwiegend von Armeniern besuchten Schulen. Diese staatlich verordnete Geschichtssicht bezeichnen manche Menschenrechtsorganisationen als türkischen Geschichtsrevisionismus.
Einige türkische Historiker versuchen seit den 1990er Jahren, die staatliche Leugnung dieses Völkermords durch ihre Forschungen zu revidieren. Andere versuchen, die Armenier selbst als Verursacher einzelner türkischer Massenmorde an ihnen darzustellen. Beide Versuche wurden vereinzelt als türkischer Geschichtsrevisionismus bezeichnet.

## Spanien
Der spanische Geschichtsrevisionismus recycelt alte Propagandamythen der Francozeit.
Populärer Vertreter ist der Amateurhistoriker Pio Moa, der mehrere Bestseller mit seinen revisionistischen Thesen geschrieben hat. Er vertritt die These, dass die spanischen Putschisten nur einer sozialistischen Revolution der Republikaner zuvorgekommen seien. 2011 erschien ein Diccionario Biografico Español, in dem Francisco Franco verharmlost wird, etwa dadurch, dass er dort nicht als Diktator bezeichnet wird. International wird der spanische Geschichtsrevisionismus von dem amerikanischen Historiker Stanley Payne vertreten.

## Geschichtsrevisionistische Veröffentlichungen (Beispiele)
- Harry Elmer Barnes: The Genesis of the World War. An Introduction to the Problem of War Guilt (1. Auflage: 1926), Kessinger Publishing Co, 2004.
  - deutsch: Die deutsche Kriegsschuldfrage, Verlag der deutschen Hochschullehrer-Zeitung (= Grabert), Tübingen 1964.
- Gerhard Baumfalk: Tatsachen zur Kriegsschuldfrage. Diplomatie – Politik – Hintergrund 1871–1939. Grabert Verlag, Tübingen 2000, ISBN 3-87847-189-0.
- Horst Eckert: Kriegsschuld. Eine deutsche Abrechnung. Eckert, München 61996, ISBN 3-9803416-0-7.
- David L. Hoggan: Der erzwungene Krieg. Die Ursachen und Urheber des Zweiten Weltkriegs. Mitübersetzt von Herbert Grabert, Verlag der Hochschullehrerzeitung, Tübingen 1961. (viele weitere Auflagen, die 15. 1997, englische Ausgabe erst 1989)
- Lutz Huth: Die ewige Lüge von der deutschen Schuld: Frankreich, imperialistischer Kriegstreiber und Räuber, Verhinderer des Selbstbestimmungsrechtes der Deutschen seit mehr als 1000 Jahren. Dieckmann, Hannover 2004.
- Wolf Kalz: Ein deutsches Requiem: vom Aufstieg Preußens zum Niedergang der Republik. Lindenblatt Media, Künzell 2006, ISBN 3-937807-09-8.
- Andreas Naumann: Das Reich im Kreuzfeuer der Weltmächte. Stationen der Einkreisung Deutschlands. Grabert, Tübingen 2006.
- Peter H. Nicoll: Englands Krieg gegen Deutschland. Die Ursachen, Methoden und Folgen des Zweiten Weltkriegs. Verlag der Deutschen Hochschullehrer-Zeitung (Grabert), Tübingen 1963.
- Georg Franz-Willing: Die Kriegsschuldfrage des Ersten und Zweiten Weltkrieges. Deutsche Verlagsgesellschaft, Preuss. Oldendorf 1992.
- Bolko Freiherr von Richthofen: Kriegsschuld 1939–1941. Der Schuldanteil der anderen. Arndt-Verlag, Kiel 2001.
- Helmut Schröcke: Kriegsursachen und Kriegsschuld des Zweiten Weltkrieges: Zusammenfassung des Wissensstandes. 5. Auflage, Verlag für ganzheitliche Forschung, Viöl 2001.
- Heinz Thomann: Von Sarajewo bis Nürnberg. Der zweite dreißigjährige Krieg 1914–1945. Die Ursachen, die Schuldigen, die Folgen – eine unkonventionelle Analyse eines verordneten Geschichtsbildes. W3-Verlag, Wien 2004, ISBN 3-900052-03-4.

## Einzelbelege
1. ↑  Armin Pfahl-Traughber: Rechtsextremismus in Deutschland: eine kritische Bestandsaufnahme. Springer VS, Wiesbaden 2019, ISBN 3-658-24275-2, S. 301f.
2. ↑  Brigitte Bailer-Galanda: „Revisionismus“ – pseudowissenschaftliche Propaganda des Rechtsextremismus. In: Brigitte Bailer-Galanda, Wolfgang Benz, Wolfgang Neugebauer (Hrsg.): Wahrheit und „Auschwitzlüge“: zur Bekämpfung „revisionistischer“ Propaganda. Deuticke, Wien 1995, ISBN 3-216-30124-9, S. 16.
3. ↑  Hinrich C. Seeba: Geschichte und Dichtung: Die Ästhetisierung historischen Denkens von Winckelmann bis Fontane. De Gruyter, Berlin 2020, ISBN 3-11-067625-7, S. 9f. und Fn. 23.
4. ↑  Armin Pfahl-Traughber: Rechtsextremismus in der Bundesrepublik. Beck, München 2000, S. 47.
5. ↑  Erwin Leiser: Der Vormarsch der Lügner. In: Deborah E. Lipstadt: Betrifft: Leugnen des Holocaust. Rio Verlag, Zürich 1994, S. 7 (Vorwort).
6. ↑  Revisionism. In: Ian Buchanan: A Dictionary of Critical Theory. 2. Auflage, Oxford University Press, Oxford 2018, ISBN 978-0-19183630-5.
7. ↑  James M. Banner: The Ever-Changing Past. Why All History Is Revisionist History. Yale University Press, New Haven/London 2021, ISBN 978-0-300-23845-7.
8. ↑  Stephan Braun, Alexander Geisler, Martin Gerster (Hrsg.): Strategien der extremen Rechten: Hintergründe - Analysen - Antworten. 2. aktualisierte und erweiterte Auflage, Springer VS, Wiesbaden 2016, ISBN 978-3-658-01984-6, S. 215f.
9. ↑  Deborah Lipstadt: Betrifft: Leugnen des Holocaust, Rio, Zürich 1994, S. 92 f.
10. ↑  Annette Weinke: Netzwerk der Nazi-Freunde. Rezension: „Amnestielobbyismus für NS-Verbrecher“. in SZ.de vom 12. August 2024, abgerufen am 16. August 2024.
11. ↑  Justus D. Doenecke: The United States and the European War, 1939–1941. A Historiographical Review. In: Michael J. Hogan (Hrsg.): Paths to Power. The Historiography of American Foreign Relations to 1941. Cambridge 2000, S. 225; Jean-Yves Camus: Holocaust-denial – New Trends of a Pseudo-Scientific Smokescreen of Antisemitism. In: Uwe Backes, Patrick Moreau (Hrsg.): The Extreme Right in Europe. Current Trends and Perspectives. Göttingen 2012, S. 256.
12. ↑  Justus Drew Doenecke: Harry Elmer Barnes. Wisconsin Magazine of History, Frühjahr 1973, S. 315.
13. ↑  Wolfgang Wippermann: Opferklagen und Kriegsschuldlüge – Vor 65 Jahren wurde der Zweite Weltkrieg entfesselt.
14. ↑  Armin Pfahl-Traughber: Rechtsextremismus in der Bundesrepublik. Beck, München 2001, S. 48.
15. ↑  Christian Hartmann: Im Generalsblick. Abstruses zur Vorgeschichte des Zweiten Weltkriegs. In: Frankfurter Allgemeine Zeitung, 26. November 2003.
16. ↑  Daily Express, 24. März 1933: Judea declares war on Germany (englisch)
17. ↑  Holocaustreferenz: „Jüdische Kriegserklärungen“ Rechtsextreme Legenden und Mythen: Jüdische Kriegserklärungen an Nazi-Deutschland (Memento vom 2. Juli 2012 im Internet Archive)
18. ↑  Wolfgang Benz: Jüdische Weltherrschaft? Verschwörungstheorien im Nationalsozialismus. In: Stiftung Kloster Dalheim (Hrsg.): Verschwörungstheorien – früher und heute. Begleitbuch zur Sonderausstellung der Stiftung Kloster Dalheim. LWL-Landesmuseum für Klosterkultur vom 18. Mai 2019 bis 22. März 2020. Sonderausgabe der Bundeszentrale für politische Bildung, Bonn 2020, S. 64–73, hier S. 68 ff.
19. ↑  Wolfgang Ayaß, Dietfrid Krause-Vilmar: Die Leugnung der nationalsozialistischen Massenmorde. Herausforderung für Wissenschaft und politische Bildung? (Memento vom 15. Januar 2013 im Internet Archive) 2. Auflage, Hessische Landeszentrale für politische Bildung, Kassel 1998
20. ↑  Ernst Nolte: Zwischen Geschichtslegende und Revisionismus? Das Dritte Reich im Blickwinkel des Jahres 1980. In: Ernst Reiner Piper (Hrsg.): „Historikerstreit“: die Dokumentation der Kontroverse um die Einzigartigkeit der nationalsozialistischen Judenvernichtung. Piper, München 1988, ISBN 3-492-10816-4, S. 13–20; Juliane Wetzel: Antisemitismus als Element rechtsextremer Ideologie und Propaganda. In: Wolfgang Benz (Hrsg.): Antisemitismus in Deutschland. Zur Aktualität eines Vorurteils. dtv, München 1995, ISBN 3-423-04648-1, S. 103.
21. ↑  Wolfgang Benz, Peter Reif-Spirek (Hrsg.): Geschichtsmythen. Legenden über den Nationalsozialismus. Metropol, Berlin 2003, S. 12.
22. ↑  Wolfgang Benz: Handbuch des Antisemitismus Band 3: Begriffe, Theorien, Ideologien. De Gruyter / Saur, Berlin 2010, S. 125 f.
23. ↑  Wolfgang Benz (Hrsg.): Handbuch des Antisemitismus Band 5: Organisationen, Institutionen, Bewegungen. Walter de Gruyter / Saur, Berlin 2012, S. 4, S. 329, S. 641
24. ↑  Deborah Lipstadt: Betrifft: Leugnen des Holocaust, Rio, Zürich 1994, S. 91 f.
25. ↑  Jean-Eve Camus: Holocaust-denial. New Trends of a Pseudo-Scientific Smokescreen of Antisemitism. In: Uwe Backes, Patrick Moreau (Hrsg.): The Extreme Right in Europe. Vandenhoeck & Ruprecht, Göttingen 2011, ISBN 3-525-36922-0, S. 258
26. ↑  Ernst Nolte: Der europäische Bürgerkrieg 1917–1945: Nationalsozialismus und Bolschewismus. Herbig, 6. erweiterte Neuauflage 2000, ISBN 3-7766-9003-8 (4. Kapitel: Genozide und die „Endlösung der Judenfrage“, S. 500–517).
27. ↑  Ernst Nolte: Der europäische Bürgerkrieg 1917–1945: Nationalsozialismus und Bolschewismus. 2000, S. 592 f, Fußnoten 26–29.
28. ↑  Gerd Wiegel: Leugnung und Relativierung: Der Missbrauch von Auschwitz in der aktuellen Politik
29. ↑  Thomas Grumke, Bernd Wagner (Hrsg.): Handbuch Rechtsradikalismus. Personen — Organisationen — Netzwerke vom Neonazismus bis in die Mitte der Gesellschaft. Verlag für Sozialwissenschaften, 2002, ISBN 978-3-322-97559-1, S. 452
30. ↑  Innenministerium NRW/Verfassungsschutz: Revisionismus
31. ↑  Bundeszentrale für politische Bildung: Revisionismus
32. ↑  Katharina Mittelstaedt: Kickl und Krah – Brüder im Geiste in spiegel.de vom 28. Mai 2024.
33. ↑  BMI: Verfassungsschutzbericht 2009 (Memento vom 19. April 2012 im Internet Archive) (PDF, S. 130 f.)
34. ↑  Positive Rolle des Kolonialismus: Die regierende Rechte in Frankreich befördert sich selbst in die Zwickmühle
35. ↑  Gesetz der Schande – In Frankreich ist nach den Unruhen eine Debatte über die Kolonialgeschichte entbrannt
36. ↑  So etwa Wolfgang Schieder: Der italienische Faschismus. 1919–1945 (= Beck’sche Reihe 2429 C. H. Beck Wissen). Beck, München 2010, ISBN 978-3-406-60766-0, S. 113; Ina Brandt: Memoria, Politica, Polemica. Der 25. April in der italienischen Erinnerungskultur. In: Petra Terhoeven (Hrsg.): Italien, Blicke. Neue Perspektiven der italienischen Geschichte des 19. und 20. Jahrhunderts. Vandenhoeck & Ruprecht, Göttingen 2010, S. 235–256, hier S. 248.
37. ↑  Steffi Richter: Japan: Der Schulbuchstreit als Indikator nationaler Selbstreflexion (Memento vom 26. September 2007 im Internet Archive) (PDF; 45 kB).
38. ↑  Peter Linke: Schmeicheleinheiten für Joseph Goebbels. Russischer „Historikerstreit“ um den 22. Juni 1941. In: der Freitag, 2. März 2001.
39. ↑  Bernd Wegner: Präventivkrieg 1941? Zur Kontroverse um ein militärhistorisches Scheinproblem. In: Jürgen Elvert, Susanne Krauß (Hrsg.): Historische Debatten und Kontroversen im 19. und 20. Jahrhundert. Franz Steiner Verlag, Wiesbaden 2003, S. 219.
40. ↑  Ilyas Kevork Uyar (Internationale Gesellschaft für Menschenrechte 2004): Recht haben und Recht bekommen ist nicht das Gleiche: Armenische Christen in der Türkei (Memento vom 17. Oktober 2012 im Internet Archive)
41. ↑  Beispiel: Zeitschrift Orient, Band 38, Ausgaben 1–2. Deutsches Orient-Institut, 1997; Lothar Baier: Volk ohne Zeit. Klaus Wagenbach, Berlin 1990, ISBN 3-8031-2182-5, S. 71.
42. ↑  
Sebastian Balfour: The concept of historical revisionism: Spain since the 1930s. In: International Journal of Iberian Studies 21, Heft 3 (2008), S. 179–186.
43. ↑  Pro-Franco book a bestseller in Spain. The Guardian, 22. April 2003.
44. ↑  Martin Baxmeyer: Rechtsextremer Bestseller. Pío Moa, Partido Popular und der spanische Geschichtsrevisionismus, in: Graswurzelrevolution Nr. 307 (2006)  bei linksnet.de, 7. März 2006.
45. ↑  Werner A. Perger: Franco, das Heer und die Guardia Civil sind die neuen Helden. zeit.de, 3. Juni 2011.